# Millerocoris ductus
Millerocoris ductus är en insektsart som beskrevs av Alan C. Eyles 1967. Millerocoris ductus ingår i släktet Millerocoris och familjen Rhyparochromidae. Inga underarter finns listade i Catalogue of Life.